# Huitaca
Huitaca is een geslacht van hooiwagens uit de familie Neogoveidae.
De wetenschappelijke naam Huitaca is voor het eerst geldig gepubliceerd door W. A. Shear in 1979. 

## Soorten
Huitaca omvat de volgende soorten:
- Huitaca bitaco
- Huitaca boyacaensis
- Huitaca caldas
- Huitaca depressa
- Huitaca sharkeyi
- Huitaca tama
- Huitaca ventralis